# 342 f.Kr.

## Händelser

### Efter plats

#### Grekland
- Den grekiske filosofen Aristoteles inbjuds av Filip II av Makedonien till hans huvudstad Pella för att undervisa hans son Alexander. Som den ledande personen bland de intellektuella i Grekland får Aristoteles i uppdrag att förbereda Alexander för hans framtida roll som militärledare.
- Filip II inleder ett antal fälttåg i Thrakien med målet att det ska annekteras och bli en makedonisk provins. När den makedoniska armén närmar sig thrakiska Kersonese härjar den atenske generalen Diopeithes denna del av Thrakien, vilket ådrar honom Filips vrede, för att han har opererat för nära en av hans egna städer i Kersonese. Filip kräver att han återkallas. Som svar på detta sammankallas den atenska församlingen, där Demosthenes övertygar atenarna att inte återkalla honom.

#### Sicilien
- Den korinthiske generalen Timoleion sprider sitt styre över Sicilien, varvid han avsätter ett antal andra tyranner och förbereder Siciliens försvar inför ytterligare ett väntat karthagiskt anfall.

#### Romerska republiken
- Slaget vid Gaurusberget utkämpas mellan romarna och samniterna. Slaget blir en framgång för romarna, som, enligt legenden, leds av Marcus Valerius Corvus. Det är det mest kända slaget under det första samnitiska kriget.

#### Kina
- Under de stridande staternas period i Kina besegrar en armé från staten Qi en armé från staten Wei i slaget vid Maling. Under slaget används generalen Sun Bins (ättling till Sun Zi) militärstrategi och detta är det första slag där källorna ger en ordentlig beskrivning av ett armborst med utlösningsmekanism.

## Födda
- Menander, grekisk pjäsförfattare (död 291 f.Kr.)